# I liga polska w rugby (1965)
I liga polska w rugby (1965) – dziewiąty sezon najwyższej klasy ligowych rozgrywek klubowych rugby union w Polsce. Tytuł mistrza Polski obroniła Skra Warszawa, drugie miejsce zajął AZS Warszawa, a trzecie Czarni Bytom.

## Uczestnicy rozgrywek
Do rozgrywek I ligi przystąpiło w tym sezonie 7 drużyn – do pięciu drużyn uczestniczących w rozgrywkach w poprzednim sezonie (Skra Warszawa, AZS Warszawa, Czarni Bytom, Lechia Gdańsk i Posnania Poznań) dołączyły dwie nowe drużyny poznańskie: AZS WSWF i Polonia. Już po pierwszym meczu wycofała się Posnania z powodu zbyt młodego wieku zawodników. Był to pierwszy rok ożywienia w polskim rugby po okresie kryzysu spowodowanego decyzją Głównego Komitetu Kultury Fizycznej i Turystyki o wpisaniu rugby na listę dyscyplin nierozwojowych – w 1965 Komitet zdecydował się zwiększyć dotacje, a Polski Komitet Olimpijski sfinansował kurs dla trenerów.

## Przebieg rozgrywek
Rozgrywki toczyły się w systemie wiosna–jesień, każdy z każdym, mecz i rewanż.
Wyniki spotkań:
|                 | Skra Warszawa | AZS Warszawa | Czarni Bytom | Lechia Gdańsk | Posnania Poznań | AZS WSWF Poznań | Polonia Poznań |
| Skra Warszawa   | –             | 3:0          | 15:11        | 22:13         | –               | 25:0            | 48:6           |
| AZS Warszawa    | 3:16          | –            | 8:9          | 14:8          | –               | 9:0 (wo)        | 43:6           |
| Czarni Bytom    | 12:18         | 12:14        | –            | 15:9          | –               | 9:0 (wo)        | 33:0           |
| Lechia Gdańsk   | 16:21         | 6:21         | 8:9          | –             | –               | 9:0 (wo)        | 16:3           |
| Posnania Poznań | –             | –            | –            | –             | –               | –               | 20:21          |
| AZS WSWF Poznań | 11:19         | 3:9          | 9:9          | 11:9          | –               | –               | 3:3            |
| Polonia Poznań  | 3:18          | 8:8          | 6:40         | 9:14          | –               | 6:12            | –              |

Tabela końcowa:
| Pozycja | Drużyna         | Punkty razem       | Bilans punktów     |
| ------- | --------------- | ------------------ | ------------------ |
| 1       | Skra Warszawa   | 30                 | 205:72             |
| 2       | AZS Warszawa    | 23                 | 129:75             |
| 3       | Czarni Bytom    | 23                 | 159:87             |
| 4       | Lechia Gdańsk   | 16                 | 112:125            |
| 5       | AZS WSWF Poznań | 13                 | 49:107             |
| 6       | Polonia Poznań  | 11                 | 47:235             |
| –       | Posnania Poznań | nie sklasyfikowano | nie sklasyfikowano |